# 100 films pour une cinémathèque idéale
100 films pour une cinémathèque idéale est une liste réunissant les 100 meilleurs films, ou les films les plus importants de l'histoire du cinéma.

## Établissement de la liste
La liste a été créée en 2008 à l'initiative de Claude-Jean Philippe et éditée en livre par les éditions des Cahiers du cinéma. Le palmarès a été établi selon les votes de 78 historiens et critiques de cinéma, presque tous français, les films obtenant le plus de votes étant intégrés à la liste. Il ne s'agit donc pas d'une liste établie par la rédaction des Cahiers du cinéma. 
Les Écrans de Paris ont donné au Reflet Médicis, du 19 novembre 2008 au 6 juillet 2009, une rétrospective des films apparaissant dans cette liste.

## Palmarès
La liste comporte, par ordre de votes décroissant :
- 48 votes
  - Citizen Kane d'Orson Welles
- 47 votes
  - La Nuit du chasseur de Charles Laughton
  - La Règle du jeu de Jean Renoir
- 46 votes
  - L'Aurore de Friedrich Wilhelm Murnau
- 43 votes
  - L'Atalante de Jean Vigo
- 40 votes
  - M le maudit de Fritz Lang
- 39 votes
  - Chantons sous la pluie de Stanley Donen et Gene Kelly
- 35 votes
  - Sueurs froides d'Alfred Hitchcock
- 34 votes
  - Les Enfants du paradis de Marcel Carné
  - La Prisonnière du désert de John Ford
  - Les Rapaces d'Erich von Stroheim
- 33 votes
  - Rio Bravo de Howard Hawks
  - To Be or Not to Be d'Ernst Lubitsch
- 29 votes
  - Voyage à Tokyo de Yasujiro Ozu
- 28 votes
  - Le Mépris de Jean-Luc Godard
- 27 votes
  - Les Contes de la lune vague après la pluie de Kenji Mizoguchi
  - Les Lumières de la ville de Charles Chaplin
  - Le Mécano de la « General » de Buster Keaton
  - Nosferatu le vampire de Friedrich Wilhelm Murnau
  - Le Salon de musique de Satyajit Ray
- 26 votes
  - Freaks de Tod Browning
  - Johnny Guitare de Nicholas Ray
  - La Maman et la Putain de Jean Eustache
- 25 votes
  - Le Dictateur de Charles Chaplin
  - Le Guépard de Luchino Visconti
  - Hiroshima mon amour d'Alain Resnais
  - Loulou de G.W. Pabst
  - La Mort aux trousses d'Alfred Hitchcock
  - Pickpocket de Robert Bresson
- 24 votes
  - Casque d'Or de Jacques Becker
  - La Comtesse aux pieds nus de Joseph Mankiewicz
  - Les Contrebandiers de Moonfleet de Fritz Lang
  - Madame de... de Max Ophüls
  - Le Plaisir de Max Ophüls
  - Voyage au bout de l'enfer de Michael Cimino
- 23 votes
  - L'avventura de Michelangelo Antonioni
  - Le Cuirassé Potemkine de Sergueï Eisenstein
  - Les Enchaînés d'Alfred Hitchcock
  - Ivan le Terrible de Sergueï Eisenstein
  - Le Parrain de Francis Ford Coppola
  - La Soif du mal d'Orson Welles
  - Le Vent de Victor Sjöström
- 22 votes
  - 2001, l'Odyssée de l'espace de Stanley Kubrick
  - Fanny et Alexandre d'Ingmar Bergman
- 21 votes
  - La Foule de King Vidor
  - Huit et demi de Federico Fellini
  - La Jetée de Chris Marker
  - Pierrot le fou de Jean-Luc Godard
  - Le Roman d'un tricheur de Sacha Guitry
- 20 votes
  - Amarcord de Federico Fellini
  - La Belle et la Bête de Jean Cocteau
  - Certains l'aiment chaud de Billy Wilder
  - Comme un torrent de Vincente Minnelli
  - Gertrud de Carl Theodor Dreyer
  - King Kong d'Ernest B. Schoedsack et Merian C. Cooper
  - Laura d'Otto Preminger
  - Les Sept Samouraïs d'Akira Kurosawa
- 19 votes
  - Les 400 coups de François Truffaut
  - La dolce vita de Federico Fellini
  - Gens de Dublin de John Huston
  - Haute Pègre d'Ernst Lubitsch
  - La vie est belle de Frank Capra
  - Monsieur Verdoux de Charles Chaplin
  - La Passion de Jeanne d'Arc de Carl Theodore Dreyer
- 18 votes
  - À bout de souffle de Jean-Luc Godard
  - Apocalypse Now de Francis Ford Coppola
  - Barry Lyndon de Stanley Kubrick
  - La Grande Illusion de Jean Renoir
  - Intolérance de David Wark Griffith
  - Partie de campagne de Jean Renoir
  - Playtime de Jacques Tati
  - Rome, ville ouverte de Roberto Rossellini
  - Senso de Luchino Visconti
  - Les Temps modernes de Charles Chaplin
  - Van Gogh de Maurice Pialat
- 17 votes
  - Elle et Lui de Leo McCarey
  - Andrei Roublev d'Andreï Tarkovski
  - L'Impératrice rouge de Joseph von Sternberg
  - L'Intendant Sansho de Kenji Mizoguchi
  - Parle avec elle de Pedro Almodóvar
  - La Party de Blake Edwards
  - Tabou de Friedrich Wilhelm Murnau
  - Tous en scène de Vincente Minnelli
  - Une étoile est née de George Cukor
  - Les Vacances de monsieur Hulot de Jacques Tati
- 16 votes
  - America, America d'Elia Kazan
  - El de Luis Buñuel
  - En quatrième vitesse de Robert Aldrich
  - Il était une fois en Amérique de Sergio Leone
  - Le jour se lève de Marcel Carné
  - Lettre d'une inconnue de Max Ophüls
  - Lola de Jacques Demy
  - Manhattan de Woody Allen
  - Mulholland Drive de David Lynch
  - Ma nuit chez Maud de Éric Rohmer
  - Nuit et Brouillard d'Alain Resnais
  - La Ruée vers l'or de Charles Chaplin
  - Scarface de Howard Hawks
  - Le Voleur de bicyclette de Vittorio De Sica
  - Napoléon d'Abel Gance

## Jury
- Henri Agel
- Vincent Amiel
- François Amy de la Breteque
- Jean-Jacques Bernard
- Pierre Billard
- Frédéric Bonnaud
- Férid Boughedir
- Michel Boujut
- Jean-Loup Bourget
- Pierre-André Boutang
- Frédéric Boyer
- Patrick Brion
- Freddy Buache
- Philippe Carcassonne
- Jean-Claude Carrière
- Michel Cazenave
- Henry Chapier
- Bernard Chardère
- Michel Chion
- Raymond Chirat
- Michel Ciment
- Bernard Cohn
- Jean Collet
- Philippe Collin
- Pierre-Henri Deleau
- Jean-Luc Douin
- Michel Estève
- Jacques Fieschi
- Jean-Michel Frodon
- Anne de Gasperi
- Charlotte Garson
- Jean Antoine Gili
- Claude de Givray
- Régine Hatchondo
- Noël Herpe
- Aude Hesbert
- Gilles Jacob
- Thierry Jousse
- Serge Kaganski
- Petr Král
- Jean-Marc Lalanne
- Xavier Lardoux
- Natacha Laurent
- Cinémathèque de Toulouse, collectif, avec Christophe Gauthier et Jean-Paul Gorce
- Philippe Le Guay
- Gérard Lenne
- Jean-Yves de Lepinay
- Éric Le Roy
- Jean-Louis Leutrat
- Suzanne Liandrat-Guigues
- Lucien Logette
- Jean-Claude Loiseau
- Jacques Lourcelles
- Pascal Mérigeau
- Claude Miller
- Alain Masson
- Jean Narboni
- Dominique Païni
- Olivier Père
- Claude-Jean Philippe
- Vincent Pinel
- René Prédal
- Dominique Rabourdin
- Jean-Claude Raspiengeas
- Alain Riou
- Pierre Rissient
- Jean-Claude Romer
- Philippe Rouyer
- Nicolas Saada
- Jacques Siclier
- Noël Simsolo
- Catherine Soullard
- Pierre Tchernia
- Charles Tesson
- Jérôme Tonnerre
- Christian Viviani
- Édouard Waintrop